# 二見ヶ岡駅

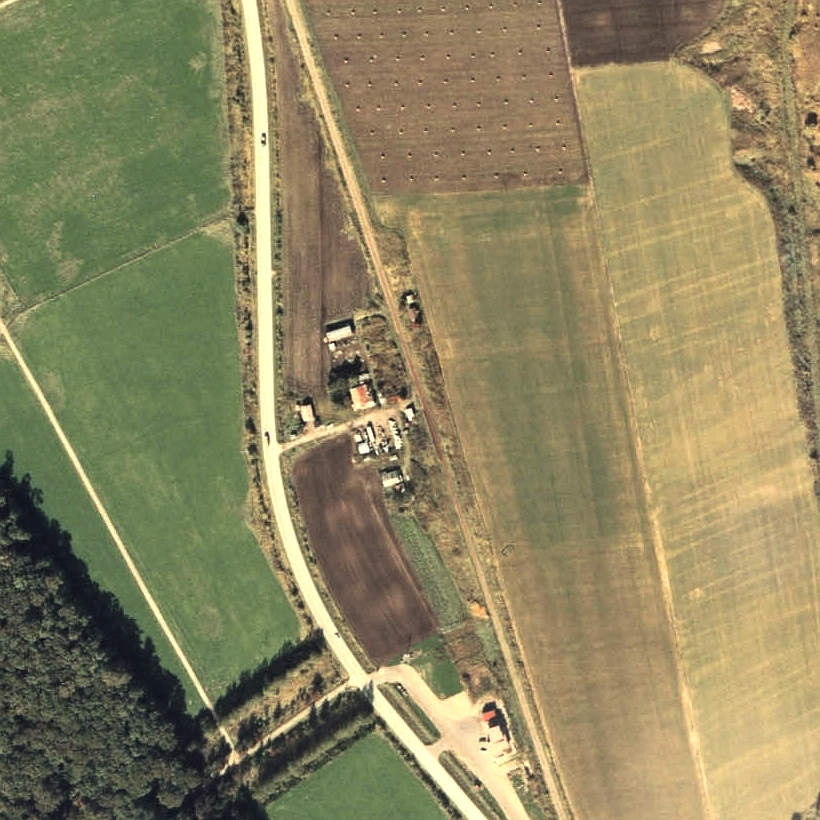
1977年の二見ヶ岡駅と周囲約500m範囲。下が網走方面。周囲は網走湖畔に開かれた網走刑務所管轄の一般人の立ち入りが制限された二見ヶ岡農場であり、駅はその真中にあって、駅前の区画だけに僅かな民家があった。下方左下へ向かう道路の先に農場の作業官舎がある。駅はかなり早い時点で無人化されていて、駅舎は小さな待合室に変えられている。島状の単式ホームで、かつては駅舎のあった側に貨物線を有していたが、既に痕跡すら殆んど無い。

二見ヶ岡駅（ふたみがおかえき）は、かつて北海道（網走支庁）網走市字二見ヶ岡に設置されていた、日本国有鉄道（国鉄）湧網線の駅（廃駅）である。電報略号はフオ。事務管理コードは▲122414。

## 歴史
- 1935年（昭和10年）10月10日 - 鉄道省湧網東線の網走駅 - 卯原内駅間開通に伴い、新設[1]。一般駅[1]。
- 1949年（昭和24年）6月1日 - 公共企業体である日本国有鉄道に移管。
- 1953年（昭和28年）10月22日 - 中湧別駅 - 網走駅間全通により路線名を湧網線に改称、それに伴い同線の駅となる。
- 1960年（昭和35年）10月1日 - 貨物・荷物の取り扱いを廃止[1]。
- 1961年（昭和36年）4月1日 - 無人駅化。
- 1987年（昭和62年）3月20日 - 湧網線の全線廃止に伴い、廃駅となる[1]。

### 駅名の由来
当駅が所在した地名より。地名は、当地から網走湖と能取湖の双方が一望できる地であることに由来する。

## 駅構造
廃止時点で、単式ホーム1面1線を有する地上駅であった。ホームは線路の西側（網走方面に向かって右手側）に存在し、転轍機を持たない棒線駅となっていた。
無人駅となっており、有人駅時代の駅舎は撤去されたがホーム南側に待合所を有していた。

## 利用状況
乗車人員の推移は以下のとおり。年間の値のみ判明している年については、当該年度の日数で除した値を括弧書きで1日平均欄に示す。乗降人員のみが判明している場合は、1/2した値を括弧書きで記した。
| 年度               | 乗車人員 | 乗車人員 | 出典  | 備考 |
| 年度               | 年間     | 1日平均  | 出典  | 備考 |
| ------------------ | -------- | -------- | ----- | ---- |
| 1978年（昭和53年） |          | 55       | [ 6 ] |      |

## 駅周辺
雑草地の中に位置した。
- 国道238号（オホーツク国道）[7]
- 北海道道104号網走端野線
- 北海道道1087号網走常呂自転車道線 - 湧網線廃線跡を再利用した自転車歩行者専用道路。
- 二見ヶ岡公園 - 駅から南に約1.5km[4]。徒歩約20分[4]。100本の桜が植えられていた[4]。
- 網走刑務所二見ヶ岡農場 - 駅の西[7]。
- 網走湖 - 駅から東に約1.5km[4]。
- 能取湖 - 駅の北西[7]。
- リヤウシ湖 - 駅の南西[7]。
- 網走バス「二見中央」停留所

## 駅跡
2011年（平成23年）時点では、鉄道関連の遺構は何も残っていない。
当駅跡附近の線路跡は、北海道道1087号網走常呂自転車道線として自転車歩行者専用道路に再利用されていた。

## 隣の駅
日本国有鉄道
湧網線
卯原内駅 - <二見中央仮乗降場> - 二見ヶ岡駅 - <大曲仮乗降場> - 網走駅